# فورونتسوفكا (مقاطعة فورونيج)
فورونتسوفكا (بالروسية: Воронцовка) هي مدينة في مقاطعة فورونيج أوبلاست في روسيا.